# Rejseholdet (tv-serie fra 1983)
|  | Rejseholdet er også navnet på en tv-serie fra 2000, se Rejseholdet |
 For alternative betydninger, se Rejseholdet (flertydig). (Se også artikler, som begynder med Rejseholdet)
Rejseholdet er en dansk tv-kriminalserie, instrueret af Bent Christensen. Serien var i 12 afsnit og kørte i 1983 på DR1. Rejseholdet omhandlede opklaringen af kriminalsager i autentiske jyske provinsbyer.
Der var oprindeligt planlagt 18 afsnit, men Danmarks Radio afbrød serien efter kun 6 afsnit pga. negativ kritik fra seerne. De resterende 6 episoder blev dog alligevel vist, men først i 1985 og på et andet sendetidspunkt.
På rollelisten findes:
- Kriminalkommissær Christian Fjord: Aksel Erhardtsen
- Kommissær Bjørnø: Jens Østerholm
- Kriminalassistent Eva Marie West: Lise Schrøder

## Afsnit
1. Den usynlige partner
2. Den kloge kone
3. Sølvtyverierne
4. Kidnapperen
5. Golfmordet
6. Fabriksbranden
7. Hr. Dorffmanns forbrydelse
8. En gård på landet
9. I skorpionens tegn
10. Data der dræber
11. I guruens tjeneste
12. En livsfarlig kur